# Queralt Castellet
Pour les articles homonymes, voir Castellet.
Queralt Castellet Ibáñez, née le 17 juin 1989 à Sabadell, est une snowboardeuse espagnole spécialisée dans les épreuves de half-pipe.

## Biographie
Queralt Castellet, native de Sabadell en 1989, découvre le snowboard à l'âge de six ans. Elle pratique également la gymnastique, devenant vice-championne d'Espagne à la poutre et championne au saut de cheval. Choisissant le snowboard à haut niveau, elle débute en Coupe du monde en 2005 à Valle Nevado et monte sur son premier podium au half-pipe de Bardonnèche en janvier 2008. En 2010, lors des JO de Vancouver où elle est le porte-drapeau de la délégation espagnole, elle obtient la troisième place des qualifications, mais ne prend part à la finale en raison d'une chute à l'entraînement. En 2015, elle est médaillée d'argent aux Mondiaux de Kreischberg. Entraînée par le Néo-Zélandais Ben Jolly, qui est également son compagnon, elle subit cette année-là un drame personnel : Jolly, atteint d'une tumeur au cerveau, se suicide. Castellet en deuil arrête sa carrière pendant plusieurs mois.
Présente aux Jeux olympiques de 2018 à Pyeongchang, elle se classe septième du half-pipe.
Elle est choisie comme porte-drapeau lors de la cérémonie d'ouverture des Jeux olympiques d'hiver de 2022. Sa préparation finale pour ces Jeux est perturbée par un test positif pour elle au SARS-CoV-2 en fin d'année 2021. Son entraîneur et son kinésithérapeute sont aussi positifs peu avant les Jeux ce qui fait qu'elle se déplace seule à Pékin. Elle rencontre également des difficultés administratives retardant son arrivée en Chine. Elle est lors de ces Jeux médaillée d'argent en half-pipe avec un score de 90,25 sur 100, apportant ainsi à l'Espagne la cinquième médaille de son histoire aux Jeux olympiques d'hiver.
L'Espagne ne disposant que de deux sites pour pratiquer le half-pipe et ceux-ci n'étant ouverts que lors de compétitions, Castellet ne peut pas s'entraîner dans son pays. En 2021-2022, elle n'est ainsi présente qu'un mois en Espagne et s'entraîne en Suisse et aux États-Unis.

## Palmarès

### Jeux olympiques
| Épreuve / Édition   | Half-pipe |
| ------------------- | --------- |
| JO 2006 Turin       | 26e       |
| JO 2010 Vancouver   | 12e       |
| JO 2014 Sotchi      | 11e       |
| JO 2018 Pyeongchang | 7e        |
| JO 2022 Pékin       | Argent    |

### Championnats du monde
- Kreischberg - Mondiaux 2015 :
  -  Médaillé d'argent en halfpipe.
- Aspen - Mondiaux 2021 :
  -  Médaillé de bronze en halfpipe.

### Coupe du monde
- Meilleur classement général : 22e en 2008.
- Meilleur classement du half-pipe : 2e en 2012 et 2019.
- Meilleur classement en freestyle : 2e en 2012.
- 18 podiums dont 7 victoires.

| Saison / Épreuve | Half-pipe            |
| ---------------- | -------------------- |
| 2010-2011        | Arosa                |
| 2011-2012        | Saas-Fee             |
| 2017-2018        | Snowmass             |
| 2018-2019        | Calgary              |
| 2019-2020        | Copper Mountain Laax |
| 2022-2023        | Copper Mountain      |
| Total            | 7                    |

### Championnats du monde juniors
- Médaille d'argent du half-pipe en 2009 à Nagano

### Universiade
- Médaille d'argent du half-pipe à l'Universiade d'hiver de 2015